# Nazik Awdaljan
Nazik Awdaljan (orm. Նազիկ Ավդալյան, ur. 31 października 1986) – ormiańska sztangistka, mistrzyni świata, mistrzyni Europy.
Startuje w kategorii do 69 kg. Jej największym dotychczasowym sukcesem jest złoty medal mistrzostw świata w Koyang (2009) oraz mistrzostwo Europy w Lignano Sabbiadoro (2008).
W 2012 poślubiła Erika Karapetjana.
W lutym 2014 została trenerką żeńskiej młodzieżowej reprezentacji Armenii.

## Osiągnięcia
| Rok  | Zawody             | Miasto             | Miejsce | Kategoria | Wynik  |
| ---- | ------------------ | ------------------ | ------- | --------- | ------ |
| 2007 | Mistrzostwa Europy | Strasburg          | 2       | do 69 kg  | 241 kg |
| 2008 | Mistrzostwa Europy | Lignano Sabbiadoro | 1       | do 69 kg  | 242 kg |
| 2009 | Mistrzostwa Europy | Bukareszt          | 2       | do 69 kg  | 245 kg |
| 2009 | Mistrzostwa świata | Koyang             | 1       | do 69 kg  | 266 kg |